# Pteridoideae
Pteridoideae, potporodica paprati (Pteridophyta), dio porodice Pteridaceae u redu Polypodiales.
Sastoji se od 14 rodova. Tipični je Pteris sa 339 vrsta, rasprostranjen diljem svijeta.

## Rodovi
1. Taenitis Willd. ex Spreng. (16 spp.)
2. Pterozonium Fée (14 spp.)
3. Jamesonia Hook. & Grev. (62 spp.)
4. Tryonia Schuettp., J. Prado & A. T. Cochran (5 spp.)
5. Pteris L. (339 spp.)
6. Actiniopteris Link (5 spp.)
7. Onychium Kaulf. (10 spp.)
8. Cosentinia Tod. (1 sp.)
9. Gastoniella Li Bing Zhang & Liang Zhang (3 spp.)
10. Anogramma Link (3 spp.)
11. Pityrogramma Link (24 spp.)
12. Cerosora Baker ex Domin (4 spp.)
13. Austrogramme E. Fourn. (6 spp.)
14. Syngramma J. Sm. (16 spp.)